# وست بارابو (ويسكونسن)
وست بارابو (بالإنجليزية: West Baraboo, Wisconsin)‏ هي قرية تقع في الولايات المتحدة في مقاطعة سوك (ويسكونسن). يقدر عدد سكانها بـ 1,414 نسمة ومساحتها 3.24 كم2 وترتفع عن سطح البحر 270 متر.

## التركيبة السكانية
قام مكتب تعداد الولايات المتحدة بتحديد بيانات التركيبة السكانية لوست بارابو في تعداد الولايات المتحدة. في ما يلي، التركيبة السكانية حسب تعدادي 2000 و2010.

### تعداد عام 2000
بلغ عدد سكان وست بارابو 1,248 نسمة بحسب تعداد عام 2000، وبلغ عدد الأسر 477 أسرة وعدد العائلات 321 عائلة مقيمة في القرية. في حين سجلت الكثافة السكانية 1,533.8 نسمة لكل ميل مربع (592.2/كم2). وبلغ عدد الوحدات السكنية 490 وحدة بمتوسط كثافة قدره 602.2 نسمة لكل ميل مربع (232.5/كم2).
وتوزع التركيب العرقي للقرية بنسبة 96.07% من البيض و 1.76% من الأمريكيين الأصليين و 0.48% من الأمريكيين ذوي الأصول الآسيوية و 0.08% من سكان جزر المحيط الهادئ و 0.64% من عرقين مختلطين أو أكثر.
بلغ عدد الأسر 477 أسرة كانت نسبة 35.8% منها لديها أطفال تحت سن الثامنة عشر تعيش معهم، وبلغت نسبة الأزواج القاطنين مع بعضهم البعض 54.3% من أصل المجموع الكلي للأسر، ونسبة 9.9% من الأسر كان لديها معيلات من الإناث دون وجود شريك، وكانت نسبة 32.7% من غير العائلات. تألفت نسبة 25.2% من أصل جميع الأسر من أفراد ونسبة 9.9% كانوا يعيش معهم شخص وحيد يبلغ من العمر 65 عاماً فما فوق. وبلغ متوسط حجم الأسرة المعيشية 3.19، أما متوسط حجم العائلات فبلغ 2.59.
بلغ العمر الوسطي للسكان 34 عاماً. وكانت نسبة 29.2% من القاطنين تحت سن الثامنة عشر، وكانت نسبة 7.1% بين الثامنة عشر والأربعة وعشرون عاماً، ونسبة 31.7% كانت واقعةً في الفئة العمرية ما بين الخامسة والعشرون حتى والأربعة وأربعون عاماً، ونسبة 20.4% كانت ما بين الخامسة والأربعون حتى الرابعة والستون، ونسبة 11.7% كانت ضمن فئة الخامسة والستون عاماً فما فوق. يوجد لكل 100 أنثى 99.7 ذكر، ويوجد لكل 100 أنثى في الثامنة عشر من عمرها فما فوق 101.1 ذكر.
بلغ متوسط دخل الأسرة في القرية 41,618 دولار، أما متوسط دخل العائلة فبلغ 51,406 دولار. وكان متوسط دخل الذكور 34,792 دولار مقابل 21,974 دولار للإناث. وسجل دخل الفرد الخاص بالقرية 18,283 دولار. وكانت نسبة 5.3% من العائلات ونسبة 6.2% من السكان تحت خط الفقر، وكان من هؤلاء نسبة 7.2% تحت سن الثامنة عشر ونسبة 4.0% في الخامسة والستين من العمر وما فوق.

### تعداد عام 2010
بلغ عدد سكان وست بارابو 1,414 نسمة بحسب تعداد عام 2010، وبلغ عدد الأسر 595 أسرة وعدد العائلات 365 عائلة مقيمة في القرية. في حين سجلت الكثافة السكانية 1,140.3 نسمة لكل ميل مربع (440.3/كم2). وبلغ عدد الوحدات السكنية 638 وحدة بمتوسط كثافة قدره 514.5 لكل ميل مربع (198.6/كم2).
وتوزع التركيب العرقي للقرية بنسبة 92.8% من البيض و 1.9% من الأمريكيين الأصليين و 1.6% من الأمريكيين ذوي الأصول الآسيوية و 1.1% من الأمريكيين الأفارقة و 1.4% من عرقين مختلطين أو أكثر.
بلغ عدد الأسر 595 أسرة كانت نسبة 30.4% منها لديها أطفال تحت سن الثامنة عشر تعيش معهم، وبلغت نسبة الأزواج القاطنين مع بعضهم البعض 42.0% من أصل المجموع الكلي للأسر، ونسبة 13.1% من الأسر كان لديها معيلات من الإناث دون وجود شريك، بينما كانت نسبة 6.2% من الأسر لديها معيلون من الذكور دون وجود شريكة وكانت نسبة 38.7% من غير العائلات. تألفت نسبة 27.1% من أصل جميع الأسر من أفراد ونسبة 5.7% كانوا يعيش معهم شخص وحيد يبلغ من العمر 65 عاماً فما فوق. وبلغ متوسط حجم الأسرة المعيشية 2.87، أما متوسط حجم العائلات فبلغ 2.38.
بلغ العمر الوسطي للسكان 33.1 عاماً. وكانت نسبة 22.5% من القاطنين تحت سن الثامنة عشر، وكانت نسبة 12.3% بين الثامنة عشر والأربعة وعشرون عاماً، ونسبة 29.8% كانت واقعةً في الفئة العمرية ما بين الخامسة والعشرون حتى والأربعة وأربعون عاماً، ونسبة 25.3% كانت ما بين الخامسة والأربعون حتى الرابعة والستون، ونسبة 10.1% كانت ضمن فئة الخامسة والستون عاماً فما فوق. وتوزع التركيب الجنسي للسكان بنسبة 49.9% ذكور و50.1% إناث.